# NGC 382
NGC 382 is een elliptisch sterrenstelsel in het sterrenbeeld Vissen. Het hemelobject ligt ongeveer 240 miljoen lichtjaar van de Aarde verwijderd en werd op 4 november 1850 ontdekt door de Ierse astronoom William Parsons.

## Synoniemen
- PGC 3981
- UGC 688
- Arp 331
- MCG 5-3-52
- VV 193
- ZWG 501.86
- 4ZW 38
- KCPG 23A